# 40 днів і ночей
«40 днів і ночей» — фільм-катастрофа 2012 року, заснований на фільмі фільмі 2009 року. Продюсер The Asylum; режисер Пітер Гейге.

## Про фільм
Масштабний тектонічний зсув викликає цунамі, здатне поглинути цілі континенти. Військові створюють ковчег, здатний вмістити лише 50 000 людей і ДНК усіх можливих видів. Тоді як шторм знищує більшу частину світу.

## Знімались
| Актор                  | Роль  |
| ---------------------- | ----- |
| Моніка Кіна            | Тесса |
| Алекс Картер           | Джон  |
| Тай Барнетт            | Амато |
| Гектор Луїс Бустаманте | Брюс  |